# ديرك فلوك
ديرك فلوك (بالألمانية: Dirk Flock)‏ هو لاعب كرة قدم ومدرب كرة قدم ألماني، ولد في 23 مايو 1972 في كولونيا في ألمانيا. لعب مع أرمينيا بيليفيلد وشتوتغارت كيكرز وفيردر بريمن ونادي كايزرسلاوترن.

## وصلات خارجية
- ديرك فلوك على موقع قاعدة بيانات كرة القدم.إي يو (الإنجليزية)
- ديرك فلوك على موقع بيانات كرة القدم. دي إي (الألمانية)
- ديرك فلوك على موقع عالم كرة القدم.نت (الإنجليزية)